# Pietro Metastasio
Pour les articles homonymes, voir métastase.
Pietro Trapassi, dit Pietro Metastasio, connu aussi en français sous le nom de Métastase, né à Rome le 3 janvier 1698 et mort à Vienne en Autriche le 12 avril 1782, est un librettiste d’opéra et poète italien.

## Biographie

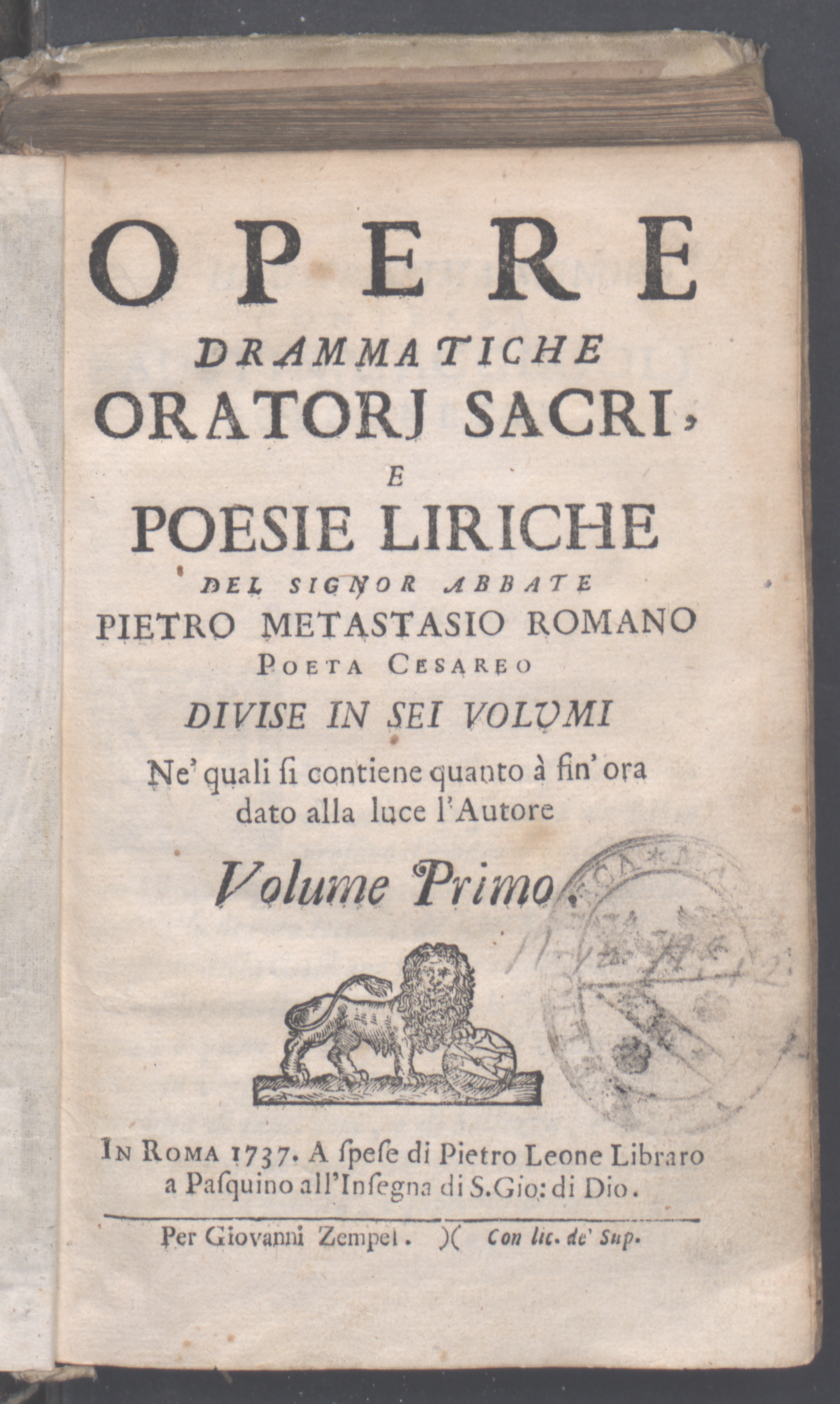
Opere, 1737

De son vrai nom Pietro Antonio Domenico Bonaventura Trapassi, il naquit à Rome, où son père, Felice Trapassi, qui était originaire d’Assise, avait fait partie d’un régiment corse des armées pontificales. Il avait épousé une jeune femme de Bologne, Francesca Galasti, et s’était installé à son propre compte comme épicier sur la Via dei Cappellari. Deux fils et deux filles étaient nés de cette union. Le fils aîné, Leopoldo, devait jouer un rôle important dans la carrière et la vie du poète.
On rapporte que Pietro, alors qu’il était encore enfant, attirait sur lui l’attention de foules de curieux en improvisant et en déclamant, à l’impromptu, des vers sur un sujet donné. C’est à l’une de ces occasions en 1709, que deux hommes importants s’arrêtèrent pour l’écouter. Il s’agissait de Giovanni Vincenzo Gravina, renommé pour son érudition juridique et littéraire autant que pour sa position supérieure au sein de l’Académie d’Arcadie, et de Stefano Lorenzini, un critique assez connu. Gravina fut séduit par les dons poétiques du jeune garçon et par son charme personnel ; il prit Pietro sous sa protection ; quelques semaines plus tard, il l’adopta. Felice s’estima heureux de pouvoir fournir à son fils une chance de recevoir une éducation de qualité et une introduction dans la haute société.
Gravina hellénisa le nom de Pietro Trapassi en son équivalent grec Metastasio (Métastase) et voulut faire de son fils adoptif un juriste, comme lui-même. Dans ce but, il lui fit apprendre le latin et commencer des études juridiques. Dans le même temps, il encouragea ses dons littéraires et produisit le jeune prodige en privé et dans les salons romains. Métastase se trouva bientôt confronté aux plus célèbres improvisateurs de toute l’Italie. Les journées passées à des études contraignantes et les soirées passées à improviser jusqu’à quatre-vingts strophes dans la même séance eurent tôt fait de compromettre la santé de Pietro et d’épuiser ses dons poétiques. À cette époque, Gravina dut se rendre en Calabre pour affaires. Il emmena Métastase avec lui, le produisit dans les cercles littéraires napolitains et le confia à la garde de son patron Gregorio Caroprese à Scalea. Le climat favorable et le calme de la côte méridionale eurent une influence bénéfique sur sa santé. Gravina décida alors de le dispenser d’improvisations mais de lui faire consacrer ses efforts à des tâches plus nobles de telle sorte que, son éducation terminée, il soit à même de se mesurer aux plus grands poètes.
Métastase répondit à cette attente. À l’âge de douze ans, il traduisit l’Iliade en strophes de huit vers et, deux ans plus tard, il composa une tragédie, dans le style de Sénèque, sur un sujet tiré de l’épopée favorite de Gravina, Italia liberata de Gian Giorgio Trissino. Son titre était Giustino et Gravina la fit imprimer en 1713 ; mais l’action en était ennuyeuse et 42 ans plus tard, Métastase demanda à son éditeur, Calzabigi, de la retirer de son catalogue. Caroprese mourut en 1714, faisant de Gravina son héritier. Ce dernier mourut lui-même en 1718 et Métastase hérita de sa fortune, soit 15 000 écus d’or. Lors d’une séance de l’Académie d’Arcadie, il récita une élégie sur son bienfaiteur, puis il se disposa à vivre sans soucis de sa fortune.
Il avait atteint l’âge de 20 ans. Pendant les quatre années précédentes, il avait porté la tonsure, ayant été admis dans les ordres mineurs sans quoi toute tentative de progression sociale était vaine dans la Rome pontificale. Son histoire romanesque, sa beauté corporelle, ses bonnes manières et ses talents distingués en firent une relation recherchée. En l’espace de deux années, il avait dilapidé sa fortune et accru sa célébrité. Il décida alors de se consacrer tout de bon à son métier. À Naples, il fut embauché par un éminent juriste nommé Castagnola qui surveilla étroitement son activité.
En 1721, tout en travaillant dans le domaine juridique, Métastase composa un épithalame et ce qui est probablement sa première serenata mise en musique, Endimione, à l’occasion du mariage de sa protectrice, la princesse Pinelli di Sangro, avec le marquis Belmonte Pignatelli. En 1722, l’anniversaire de l’impératrice devait être fêté d’une façon particulièrement solennelle et le vice-roi de Naples chargea Métastase de composer une sérénade pour l’occasion. Il accepta cette demande mais il fut convenu que l’auteur devait en rester anonyme. Sous cette condition, Métastase composa Gli orti esperidi (Les Jardins des Hespérides). Mis en musique par Nicola Porpora et chanté par son élève le castrat Farinelli, qui faisait alors des débuts éblouissants, il remporta un succès considérable. La grande prima donna romaine, Marianna Bulgarelli, dite la Romanina d’après sa ville natale, y avait tenu le rôle de la déesse Vénus ; elle n’eut de cesse de découvrir qui était l’auteur et y parvint.
Elle persuada Métastase d’abandonner la carrière juridique et lui promit d’assurer son renom et son indépendance financière s’il se consacrait dorénavant au drame lyrique. Installé chez la Romanina, Métastase lia connaissance avec les plus grands compositeurs de son temps : Porpora qui lui assura une formation musicale, mais aussi Hasse, Pergolèse, Alessandro Scarlatti, Vinci, Leo, Durante et Marcello.
Tous devaient par la suite mettre ses œuvres en musique. Dans le même cénacle, il apprit l’art du chant, et se familiarisa avec le style de gens tels que Farinelli. Extraordinairement doué pour la composition, et doué d’une véritable sensibilité poétique il n’eut aucune difficulté à produire des œuvres d’une grande qualité littéraire intrinsèque qui devenaient des chefs-d’œuvre musicaux lorsqu’elles étaient mises en musique et chantées par les chanteurs extraordinaires formés à cette école vocale sans équivalent ni précédent.
La seule lecture des œuvres de Métastase ne permet pas de juger complètement de leur qualité. Mais les conventions de ses intrigues, l’absurdité de certaines des situations mises en scène, les libertés prises avec la vérité historique de certains de ses personnages, la répétitivité parfois lassante du thème de l’amour dans tous ses développements s’expliquent et se justifient par les nécessités de la mise en musique.
Métastase vivait à Rome chez la Romanina et son mari. La cantatrice l’adopta de façon encore plus passionnée que ne l’avait fait Gravina, mue qu’elle était à la fois par une affection semi-maternelle, semi-amoureuse et par une véritable admiration d’artiste pour des talents si exceptionnels. Elle accueillit chez elle toute la famille Trapassi - père, mère, frère et sœurs. Elle flattait le génie du poète et lui passait tous ses caprices. Sous son influence bénéfique, il composa coup sur coup Didone abbandonata, Catone in Utica, Ezio, Alessandro nell'Indie, Semiramide riconosciuta, Siroe et Artaserse. Ces drames lyriques furent mis en musique par les grands compositeurs contemporains et produits sur les principales scènes d’Italie.
Cependant, la Romanina prenant de l’âge cessa de se produire en public ; le poète se sentait de plus en plus dépendant de son amabilité à son égard, ce qui lui pesa. Il touchait 300 écus pour chacun de ses livrets d’opéra, ce qui était appréciable, mais représentait des ressources précaires, aussi se mit-il à rechercher une place stable. C’est ainsi qu’en septembre 1729, il reçut une offre de devenir poète officiel pour le théâtre de Vienne avec 3 000 florins d’émoluments. Il l’accepta tout de suite. De façon très désintéressée, la Romanina le laissa partir, continuant à prendre en charge sa famille à Rome ; lui-même partit pour l’Autriche.

### A Vienne

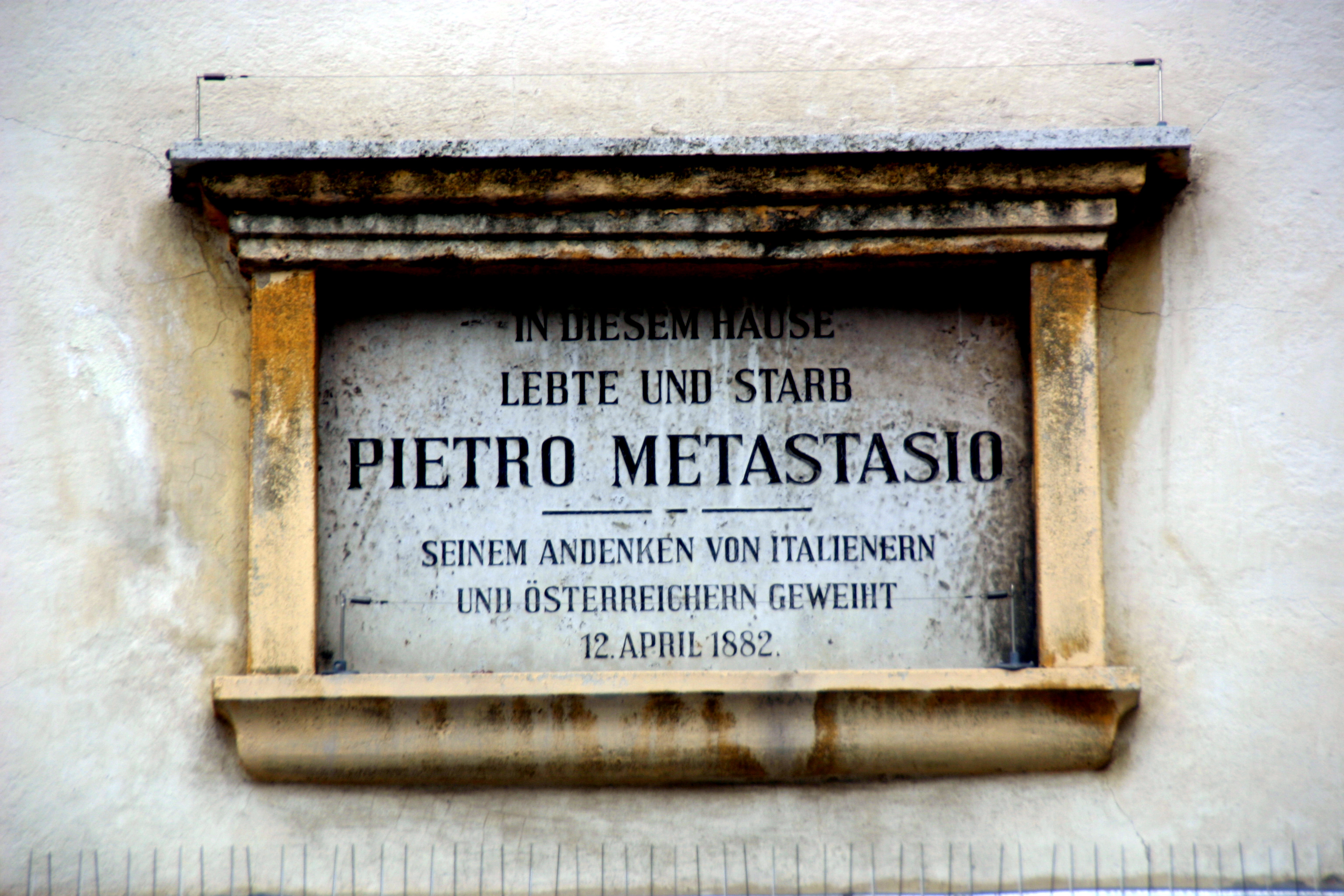
Plaque commémorative pour Pietro Metastasio à Vienne

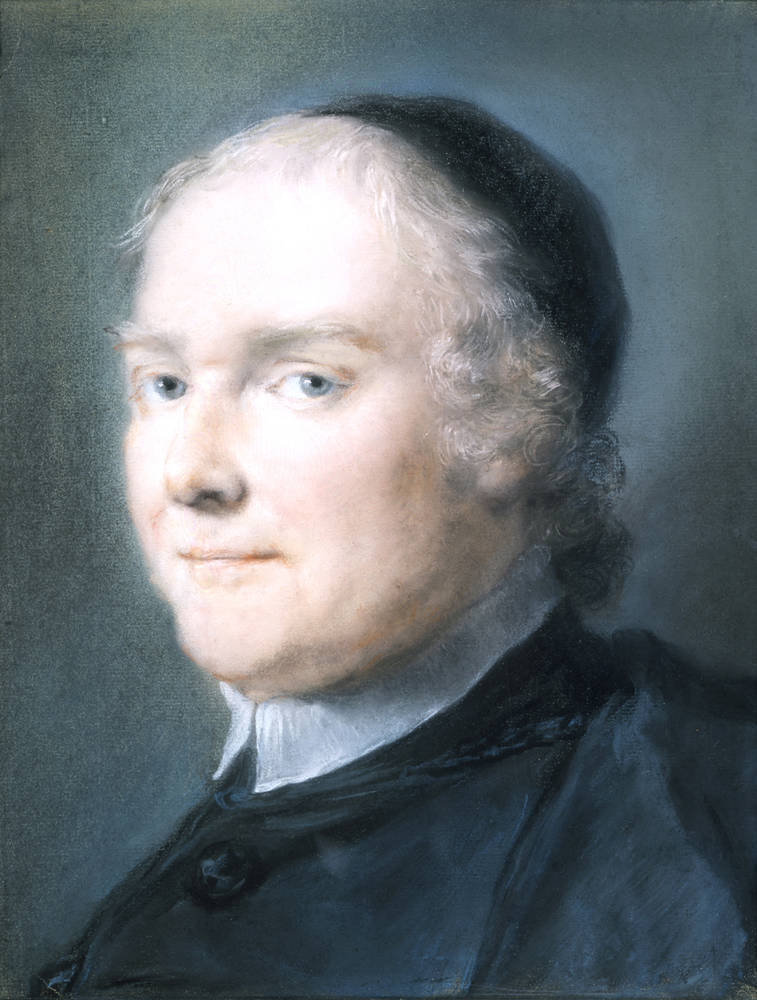
Portrait au pastel de Metastasio par Rosalba Carriera

Au début de l’été 1730, il s’installa à Vienne dans la demeure d’un Espagnol de Naples chez qui il continua à résider jusqu’à sa mort. La peintre vénitienne Rosalba Carriera fait son portrait au pastel cette année-là. Il est conservé à la Gemäldegalerie Alte Meister de Dresde.
C'est une date charnière dans son activité artistique. Entre 1730 et 1740 furent représentés au théâtre impérial ses plus beaux drames lyriques : Adriano, Demetrio, Issipile, Demofoonte, Olimpiade, Clemenza di Tito, Achille in Sciro, Temistocle et Attilio Regolo. Certaines de ces œuvres durent être écrites pour des occasions particulières, dans des délais incroyablement courts : Achille en 18 jours, et Ipermestra en 9 jours seulement. Le poète, le compositeur, le copiste musical et les chanteurs devaient travailler ensemble de façon frénétique. Métastase maîtrisait son art dans les moindres détails. L’expérience acquise à Naples et à Rome, jointe à l’excitation de sa nouvelle carrière à Vienne lui permettait de satisfaire exactement et de façon presque instinctive - comme s’il se fût agi d’une pure inspiration - aux exigences et aux poncifs de l’opéra.
À Vienne, Métastase n’avait pas une vie sociale très brillante. Son origine humble l’excluant des cercles de l’aristocratie, il enseigna cependant  l’italien à la jeune archiduchesse Marie-Antoinette. Une certaine compensation lui fut offerte par la fréquentation de la comtesse Althann, belle-sœur de son ancienne bienfaitrice, la princesse Belmonte Pignatelli. Elle était veuve et avait pendant quelque temps été la favorite de l’empereur. Sa liaison avec Métastase fut si intime qu’on pensa qu’il se marièrent secrètement.
La Romanina regrettait maintenant sa retraite et lui demanda d’obtenir pour elle un contrat au théâtre de la cour impériale. Il en eut honte pour elle et, lassé de ses demandes, tenta de la dissuader de venir le voir. Le ton des lettres qu’il lui envoyait lui inspira déception et même colère. S'étant prèparée, semble-t-il, à quitter Rome, elle mourut sur ces entrefaites. On manque de détails à ce sujet. Toujours est-il qu’elle faisait de lui l’héritier futur de sa fortune personnelle, lorsque son mari décéderait. Et Métastase, rongé de douleur et de remords, renonça volontairement à cet héritage. Cet acte désintéressé fut préjudiciable à sa famille, qui était restée à Rome. En effet, le veuf se remaria : Leopoldo Trapassi, ses parents et ses sœurs furent renvoyés de chez lui et durent subvenir à leurs besoins par eux-mêmes.
Les années passant, la vie que Métastase menait à Vienne et le climat minèrent sa santé et son moral. À partir de 1745 environ, il commença de ne plus guère écrire, même si les cantates qui sont de cette période et si la canzonetta Ecco quel fiero istante qu’il dédia à son ami Farinelli sont parmi les meilleures et les plus populaires de ses œuvres. À l'évidence, il dépérissait d’ennui mentalement et moralement. En 1755, la comtesse Althann mourut, et Métastase n’eut plus pour relations que les quelques habitués qui fréquentaient la demeure bourgeoise de Martinez. Il sombra rapidement dans une certaine sénilité et dans une oisiveté presque complète, bien qu’il vécût encore de longues années, jusqu’en 1782. Il légua la totalité de sa fortune (environ 130 000 florins) aux cinq enfants de son ami Martinez. En effet, il avait survécu à tous les membres de sa propre famille.

## Style et influences
Au cours des quarante années qui succèdent à sa carrière créative, sa renommée continue à croître. Dans sa bibliothèque, il ne possède pas moins de 40 éditions de ses œuvres complètes. Celles-ci ont été traduites dans de nombreuses langues : français, anglais, allemand, espagnol et même en grec moderne. Elles ont été mises et remises en musique par tous les compositeurs de quelque notoriété, chacun de ses livrets recevant tour à tour cet honneur, de la part des artistes européens les plus illustres. Ces livrets ont été interprétés par les meilleurs chanteurs dans chaque capitale et il n’y a pas une société académique de quelque importance qui ne considère comme un honneur de l’avoir parmi ses membres. Les visiteurs étrangers importants de passage à Vienne veulent tous rencontrer le vieux poète dans ses appartements de la Kohlmarkt Gasse (la ruelle du Marché au Charbon). Ses contemporains le surnomment « Il Sofocle italiano » — la comparaison avec le grand tragique grec montrant en quelle estime on le tenait.
Mais son style convient à une certaine musique — celle de l’opera seria, des virtuoses de la vocalise, des sopranos coloratures. Or l'évolution affectant le drame musical — notamment l’arrivée de Gluck et de Mozart, le développement de l’orchestration, et la mode du style germanique qui se répand rapidement — nécessitent des livrets d’une facture différente. C'est ainsi que les œuvres de Métastase tombent dans un oubli qu’elles ne méritaient pas, en même temps que la musique qui les accompagnait. Considéré par lui comme un alter ego, Farinelli  incarnait en quelque sorte sa poésie ; or, avec la disparition des castrats, la musique de Métastase s’évanouit. Les deux hommes étaient vraiment liés d’instinct par leurs talents complémentaires.

## Le langage de Métastase
Le drame musical que Métastase avait servi en y mettant tout son génie, et où il avait trouvé de quoi l’exercer, passa tellement de mode qu’il est à présent difficile d’assigner sa juste place à ce poète dans l’histoire de la poésie italienne. Son inspiration faisait la part belle à l’émotion et au lyrisme. Les principales situations dramatiques sont exprimées par des airs à deux ou trois voix, qui personnifient les passions contraires propres à entrer en conflit selon le déroulement de l’action. Le résultat n’est pas de pure expression littéraire, mais d’une expression admirablement adaptée au langage musical. La langue de Métastase est remarquablement pure et claire. Parmi les poètes italiens, il avait une particulière prédilection pour Le Tasse et pour Giambattista Marino. Mais il évitait les tournures de ce dernier et ne surpassait pas le premier quant au raffinement et à la richesse de la langue. Son style personnel est marqué par son aptitude à improviser. Parmi les Latins, il étudia Ovide avec beaucoup de plaisir, auteur qui a pu avoir une influence sur son propre style. Pour la régularité de la versification, la limpidité du langage, la délicatesse des sentiments, les situations romantiques rendues dans le style le plus simple et pour une certaine beauté des images, qui frôle parfois le sublime, il reste un des meilleurs poètes ayant illustré la langue italienne.

## Œuvres

### Opéras
Le nom du premier compositeur à avoir mis en musique le texte respectif est indiqué à côté du titre 

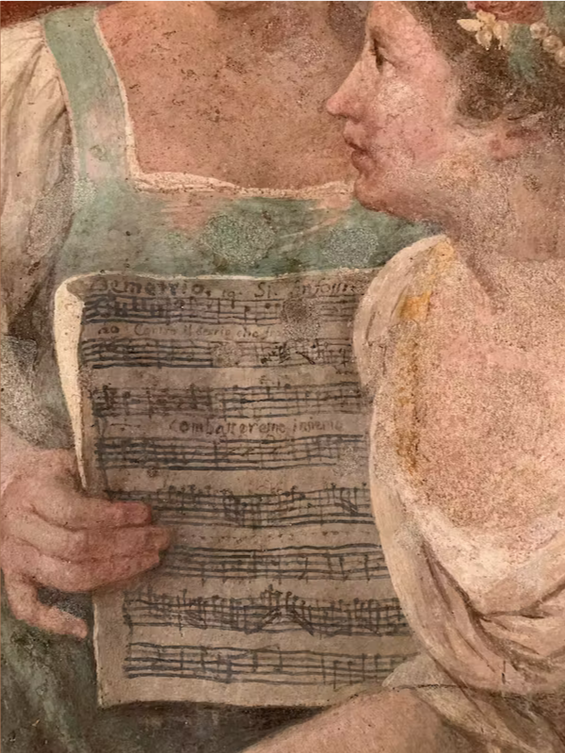
Jacopo Guarana, Apollon dirigeant un chœur de jeunes filles (1776-77). Fresque à l'Ospedaletto de Venise. Détail. Partition de lAntigono de Pietro Metastasio mis en musique par Pasquale Anfossi.

- Siface rè di Numidia (1723) – Francesco Feo
- Didone abbandonata[7] (1724) – Domenico Sarro
- L'impresario delle Isole Canarie (1724) – Domenico Sarro
- Siroe rè di Persia (1726) – Leonardo Vinci
- Catone in Utica (1728) – Leonardo Vinci
- Ezio (1728) – Pietro Auletta
- Alessandro nell'Indie (1729) – Leonardo Vinci
- Semiramide riconosciuta (1729) – Leonardo Vinci
- Artaserse (1730) – Leonardo Vinci
- Demetrio (1731) – Antonio Caldara
- Adriano in Siria (1732) – Antonio Caldara
- Issipile (1732) – Francesco Conti
- Demofoonte (1733) – Antonio Caldara
- L'Olimpiade (1733) – Antonio Caldara
- La clemenza di Tito (1734) – Antonio Caldara
- Achille in Sciro (1736) – Antonio Caldara
- Ciro riconosciuto (1736) – Antonio Caldara
- Temistocle (1736) – Antonio Caldara
- Zenobia (1740) – Luca Antonio Predieri
- Antigono (1743) – Johann Adolf Hasse
- Ipermestra (1744) – Johann Adolph Hasse
- Attilio Regolo (1750) – Johann Adolph Hasse
- Il re pastore (1751) – Giuseppe Bonno
- L'eroe cinese (1752) – Giuseppe Bonno
- Nitteti (1756) – Nicola Conforto
- Il trionfo di Clelia (1762) – Johann Adolph Hasse
- Romolo ed Ersilia (1765) – Johann Adolph Hasse
- Ruggiero (1771) – Johann Adolph Hasse

### Autres œuvres pour la scène
- Giustino (1712)
- Angelica (1720)
- Endimione (1721)
- Gli orti esperdi (1721)
- La Galatea (1722)
- La contesa de' numi (1729)
- Il tempio dell'Eternità (1731)
- Amor prigioniero (1732)
- L'asilo d'Amore (1732)
- Il palladio conservato (1735)
- Il sogno di Scipione (1735)
- Le cinesi (1735)
- Le grazie vendicate (1735)
- Il Parnaso accusato e difeso (1738)
- La pace fra la virtù e la bellezza (1738)
- Astrea placata (1739)
- Il natale di Giove (1740)
- Il vero omaggio (1743)
- Augurio di felicità (1749)
- La rispettosa tenerezza (1750)
- L'isola disabitata (1753)
- Tributo di rispetto e d'amore (1754)
- La gara (1755)
- Il sogno (1756)
- La ritrosia disarmata (1759)
- Alcide al bivio (1760)
- L'Atenaide (Gli affetti generosi) (1762)
- Egeria (1764)
- Il Parnaso confuso (1765)
- Il trionfo d'Amore (1765)
- La corona (1765)
- La pace fra le tre dee (1765)
- Partenope (1767)
- L'ape (n.d.)

### Oratorios
- Per la festività del santo natale (1727)
- La passione di Gesù Cristo (1730)
- Sant'Elena al Calvario (1731)
- La morte d'Abel (1732)
- Giuseppe riconosciuto (1733)
- Betulia liberata (1734)
- Gioas re di Giuda (1735)
- Isacco figura del Redentore (1740)

### Cantates
- Il ciclope
- La danza
- Il quadro animato
- Amor timido
- Il consiglio
- Il nido degli amor
- Il nome
- Il primo amore
- Il ritorno
- Il sogno
- Il tabacco
- Il trionfo della gloria
- Irene
- La cacciatrice
- La cioccolata
- La gelosia
- La Pesca
- La primavera
- L'Armonica
- La scusa
- La tempesta
- L'Aurora
- L'estate
- L'inciampo
- L'inverno
- Pel giorno natalizio di Francesco I
- Pel giorno natalizio di Maria Teresa
- Pel nome glorioso di Maria Teresa
- Primo omaggio del canto
- Altre cantate

### Canzonettas
- A Nice
- Canzonetta
- La libertà
- La partenza
- La primavera
- L'estate
- Palinodia

### Autres œuvres
- 9 complimenti
- 33 strofe per musica
- 32 sonetti
- 4 poemi sacri
- Numerosi testi per arie

## Éditions de l’œuvre
Il y eut de très nombreuses publications de ses œuvres. Il aimait particulièrement celle de Calzabigi, éditée en 1755 à Paris en 5 volumes in octavo sous sa propre supervision. Une édition nommée Opere (Œuvres) a été publiée chez Hérissant à Paris en 1780 avec des gravures par Pietro Antonio Martini, Augustin de Saint-Aubin et Philippe Trière d'après Jean-Michel Moreau. Les œuvres posthumes furent imprimées à Vienne en 1795. La vie de Métastase a été relatée par Aluigi (Assise, 1783), par Charles Burney (Londres, 1796), par Stendhal (Paris, 1814) et par d’autres.